# Josefov (Brno)
Josefov (německy Josephstadt) je bývalá předměstská čtvrť a zrušené katastrální území v Brně, od 24. listopadu 1990 náležející k brněnské městské části Brno-střed.

## Vymezení
Josefov, rozkládající se na severu moderního katastrálního území Zábrdovice, byl na západě ohraničen ulicemi Příkop a Ponávka, na východě ulicí Starou, na jihu k němu náležely i domy na jižní straně Bratislavské ulice. Na severu byl ohraničen ulicemi Milady Horákové a Francouzskou; původně však domy přiléhající k těmto ulicím netvořily součást jeho katastru.

## Historický přehled
Josefov vznikl jako samostatné brněnské předměstí roku 1788 rozparcelováním zdejší zrušené jezuitské zahrady. Jeho zástavba existuje i dnes, třebaže v 19. století došlo k její velkoměstské přestavbě, zatímco zbytky původní přízemní zástavby se zachovaly jen v ulici Staré. V 19. století také došlo ke srůstu Josefova se zástavbou sousedního Dolního a Horního Cejlu. Na krátkou dobu byly Josefov a Dolní a Horní Cejl po roce 1825 spojeny se Zábrdovicemi v jedno katastrální území, poté však byly opětovně oddělené. 6. července 1850 byl Josefov připojen k Brnu a začleněn do jeho II. městského okresu. Teprve roku 1879 byly k jeho katastru připojeny domy přiléhající k ulicím Milady Horákové a Francouzské, které původně náležely k Dolnímu a Hornímu Cejlu. Začátkem 40. let 20. století byl celý katastr Josefova při tehdy probíhající první katastrální reformě Brna začleněn do katastrálního území Město Brno, k němuž pak náležel až do druhé poloviny 60. let, kdy byl připojen k Zábrdovicím. Za druhé světové války byla zničena velká část domů při ulici Příkop, a na rohu ulic Bratislavské a Ponávky, kde došlo ke vzniku dosud nezastavěné proluky.

## Vývoj administrativní příslušnosti od roku 1947
- 1. ledna 1947 – 30. září 1949 - celý zrušený katastr Josefova náležel k městskému obvodu Brno I.
- 1. října 1949 - 23. listopadu 1990 - celý zrušený katastr Josefova náležel k městskému obvodu Brno III.
- od 24. listopadu 1990 součást městské části Brno-střed